# Philip Clarke

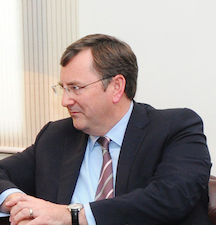
Philip Clarke

Philip Clarke (* 1960 in Liverpool) ist ein britischer Manager.

## Leben
Clarke studierte Wirtschaftswissenschaften an der University of Liverpool. 1998 begann er im britischen Unternehmen Tesco zu arbeiten, das er, als Nachfolger von Terry Leahy, von 2011 bis Juli 2014 als CEO leitete. Clarke lebt mit seiner Frau Linda in Hertfordshire und hat zwei Kinder.